# Argentine (stanice metra v Paříži)

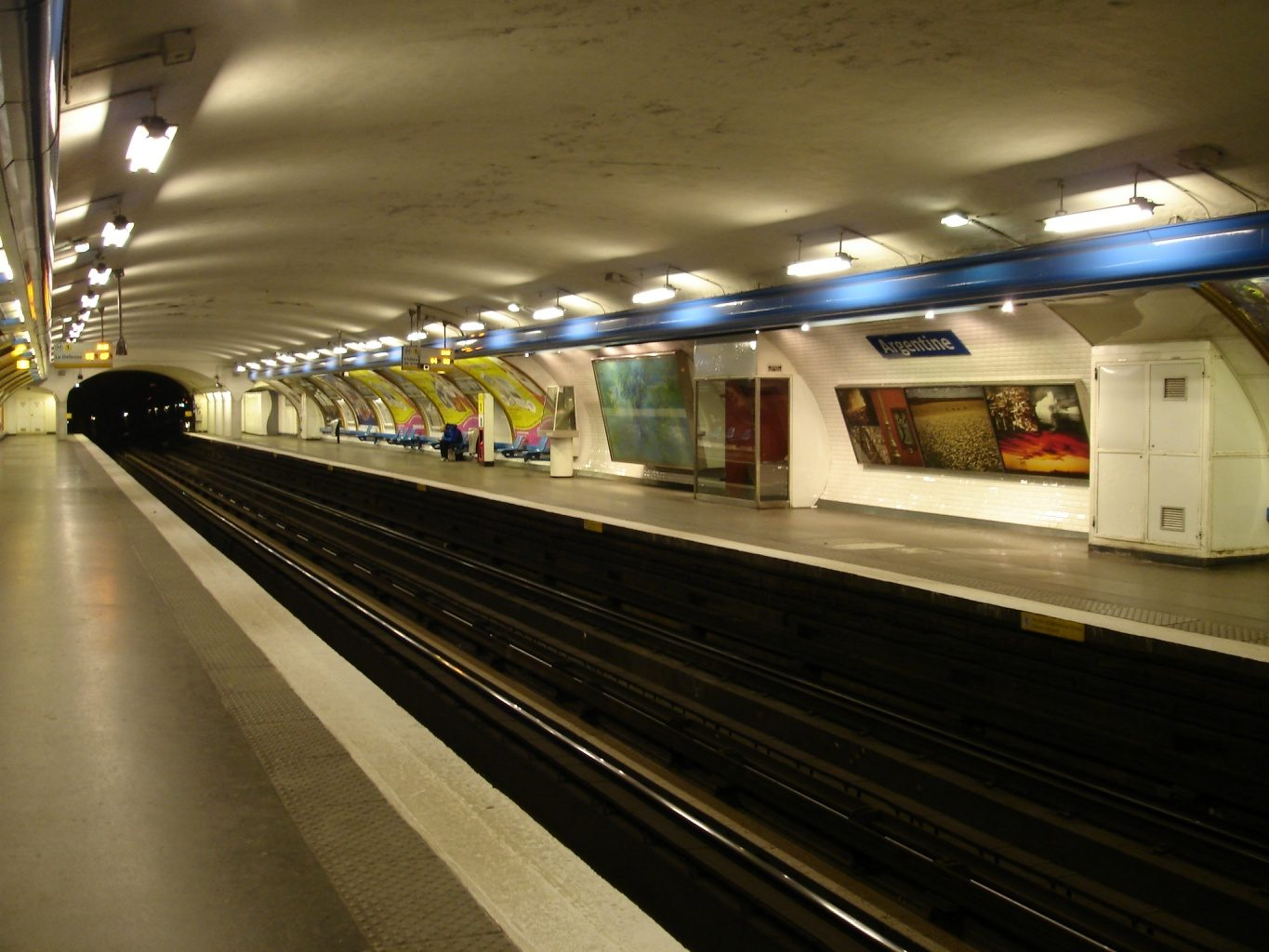
Nástupiště před přestavbou

Argentine je nepřestupní stanice pařížského metra na lince 1, která se nachází na hranicích 16. a 17. obvodu v Paříži na Avenue de la Grande Armee.

## Historie
Stanice byla pro veřejnost otevřena 1. září 1900 pod jménem Obligado. Do té doby stanicí vozy projížděly bez zastavení.
V rámci modernizace a přechodu automatického provozu na lince 1, probíhaly do konce roku 2008 ve stanici stavební práce. Nástupiště byla rozšířena o víkendu 20. a 21. září 2008.

## Název
Původní název stanice zněl Obligado podle nedaleké ulice Rue Obligado, která nese jméno bitvy, kde francouzsko-britská vojska zvítězila v roce 1845 nad Argentinou.
Stanice změnila název 25. května 1948 na dnešní Argentine v návaznosti na změnu ulice Rue Obligado na Rue Argentine. Stalo se tak na výraz díků za velkorysou pomoc ve formě zásob potravin, kterou Argentina poskytla Francii během prvních dnů po válce.

## Vstupy
Stanice má dva vchody na Avenue de la Grande-Armée před domy 36 a 37.